# رود بويمانس
رود بويمانس (بالهولندية: Ruud Boymans)‏ (مواليد 28 أبريل 1989) هو لاعب كرة قدم هولندي لعب سابقاً لنادي الشباب الإماراتي.

## روابط خارجية
- رود بويمانس على موقع قاعدة بيانات كرة القدم.إي يو (الإنجليزية)
- رود بويمانس على موقع Soccerway.com (الإنجليزية)
- رود بويمانس على موقع عالم كرة القدم.نت (الإنجليزية)

- رود بويمانس